# Krzyż Męstwa (Grecja)
Krzyż Męstwa (gr. Αριστείον Ανδρείας, Aristeion Andreias), dawn. Odznaka za Męstwo lub Order Najwyższego Bohaterstwa – najwyższe odznaczenie wojenne Królestwa Grecji i drugie w hierarchii odznaczenie wojenne Republiki Greckiej.

## Charakterystyka
Ustanowiony 13 maja 1913 przez króla Konstantyna I, odnowiony 11 listopada 1940, oraz ponownie 9 kwietnia 1974 (wyłącznie jako odznaczenie czasu wojny).
Nadawany oficerom, podoficerom i szeregowym wszystkich rodzajów greckich sił zbrojnych, a także zbiorowo oddziałom wojskowym oraz żołnierzom innych państw, za czyny wyjątkowego męstwa i waleczności, jak również za wybitne dowodzenie.
Posiada rangę orderu, choć formalnie jest tylko odznaczeniem.
Krzyż dzieli się na trzy klasy:
- Krzyż Komandorski – nadawany generałom i admirałom
- Krzyż Złoty – nadawany pozostałym oficerom
- Krzyż Srebrny – nadawany podoficerom i szeregowym

W każdej klasie może zostać nadany wielokrotnie.

## Nadania
Od roku 1914 nadano ogółem 78 386 krzyży, wliczając nadania wielokrotne oraz zbiorowe.
- Krzyż komandorski – 62 nadania:
  - król Konstantyn I (1914)
  - adm. Pawlos Kunduriotis (1914)
  - gen. Anastasios Papoulas (1921)
  - król Jerzy II (1946)
  - marsz. Aleksandros Papagos (1946)
  - adm. Aleksandros Sakellariou (1947)
  - adm. Epameinondas Kavvadias (1947)
  - adm. Petros Voulgaris (1947)
  - król Paweł I (1947)
  - gen. Konstantinos Ventiris (1948)
  - oraz 52 nadania zbiorowe
- Krzyż złoty – 13 068 nadań, m.in.:
  - Jerzy Iwanow-Szajnowicz (1976)
- Krzyż srebrny – 65 256 nadań.

## Opis odznaki

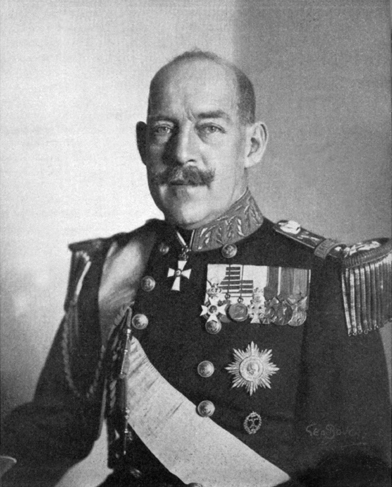
Konstantyn I z widocznym krzyżem komandorskim Krzyża Męstwa na szyi

Odznakę z 1913 roku stanowi zwieńczony królewską koroną krzyż kawalerski o wydłużonym dolnym ramieniu (krzyż łaciński). Ramiona krzyża są pokryte białą emalią i niebiesko obramowane. Awers środkowego medalionu przedstawia św. Dymitra na koniu na białym tle; na rewersie widnieje napis ΑΞΙᾼ. Odznaki I i II klasy są złote, natomiast krzyż srebrny jest wykonany w srebrze, bez emalii. Krzyż komandorski noszono na szyi, krzyże pozostałych klas – na wstążce na piersi lub w dziurce od guzika munduru.
Wstążka jest złożona z pięciu pasków: trzech jasnoniebieskich i dwóch białych.
Krzyże z 1940 roku mają analogiczny wygląd, lecz na wstążce umieszczone jest okucie z rokiem 1940.
Przy odznakach współczesnych zmieniono nieco wygląd insygniów. Wieńczącą krzyż koronę zastąpił okrągły medalion z tarczą herbową Republiki, zaś wizerunek św. Dymitra – portret Matki Bożej.
| Krzyż Męstwa        | Krzyż Męstwa      | Krzyż Męstwa      | Krzyż Męstwa      |
| ------------------- | ----------------- | ----------------- | ----------------- |
| Krzyż Srebrny, 1913 | Krzyż Złoty, 1913 | Krzyż Złoty, 1940 | Krzyż Złoty, 1974 |